# He Wuga
He Wuga (chinesisch 嘿烏嘎 / 嘿乌嘎, Pinyin Hēi Wūgā; * 28. Juli 1998) ist eine chinesische Leichtathletin, die sich auf den Langstreckenlauf spezialisiert hat.

## Sportliche Laufbahn
Erste internationale Erfahrungen sammelte He Wuga im Jahr 2023, als sie bei den Hallenasienmeisterschaften in Astana in 9:03,43 min auf Anhieb die Silbermedaille im 3000-Meter-Lauf hinter der Kasachin Caroline Chepkoech Kipkirui gewann. Im August schied sie bei den Weltmeisterschaften in Budapest mit 15:54,30 min in der Vorrunde über 5000 Meter aus. Bei den Crosslauf-Asienmeisterschaften im Jahr darauf in Hongkong gewann sie in 38:02 min die Bronzemedaille hinter den Inderinnen Seema und Sanjivani Jadhav und 2025 belegte sie bei den Asienmeisterschaften in Gumi in 15:23,96 min und 31:36,18 min jeweils den vierten Platz über 5000 und 10.000 Meter.

## Persönliche Bestleistungen
- 3000 Meter: 8:52,19 min, 2. Juli 2022 in Los Angeles
  - 3000 Meter (Halle): 9:01,80 min, 11. Februar 2025 in Chengdu
- 5000 Meter: 15:11,10 min, 21. April 2023 in Palo Alto
  - 5000 Meter (Halle): 15:40,94 min, 27. Januar 2024 in Boston (chinesischer Rekord)
- 10.000 Meter: 31:14,94 min, 6. Mai 2023 in Walnut
- Halbmarathon: 1:08:31 h, 23. Februar 2025 in Meishan